# Andreas Virginius (Theologe)
Andreas Virginius (* 5. Februar  1640 im Pastorat Nõo, Livland; † 1701) war ein deutschbaltischer Bibelübersetzer und lutherischer Theologe. Zusammen mit seinem Sohn, dem Theologen Adrian Virginius, übersetzte er das Neue Testament in die südestnische Sprache.

## Leben
Andreas Virginius wurde als Sohn des aus Wollin in Pommern stammenden Theologen Adrian Virginius geboren, der als Pastor in Nõo (deutsch Nüggen) in der Nähe von Tartu (deutsch Dorpat) wirkte.
Andreas Virginius war von 1660 bis 1701 Pfarrer im südestnischen Kambja (Kamby). 1688 wurde er zum Assessor des Tartuer Konsistoriums ernannt. Virginius war sehr an der Hebung des Bildungsstandards der livländischen Landbevölkerung und der Stärkung des Volksschulwesens gelegen. 1686 öffnete in Kambja eine Schule für Bauernkinder, eine der ältesten in der Region.

## Übersetzung des Neuen Testaments
Virginius galt als einer der besten Estnisch-Kenner seiner Zeit. Gemeinsam mit seinem Sohn, der noch stärker als der Vater in der Sprache verwurzelt war, übersetzte er das Neue Testament (Wastne Testament) ins Südestnische. Der Auftrag der Übersetzung kam vom Generalsuperintendenten von Livland, Johann Fischer. Die Übersetzung erschien 1686 in Riga in 500 Exemplaren im Druck (zweite Auflage Riga 1727). Bis 1926 erlebte die Übersetzung zwanzig Auflagen.
Der vollständige Titel der Erstausgabe lautet:
Meije Issanda Jesusse Kristusse Wastne Testament, Echk Jummala Pöhä Sönna, Kumb Perräst ISSANDA JESUSSE KRISTUSSE Sündmist pöhist Ewangelistist nink Apostlist om ülleskirjotetu. Cum Gratia et Privilegio S[acrae] R[egiae] M[ajestetis] Sueciae. RIGA, Gedruckt durch Johann Georg Wilcken, Königl. Buchdr. Im Jahr M DC LXXXVI
Virginius' Übersetzung, der damals umfassendste südestnische Text, hatte großen Einfluss auf die Ausbildung einer estnischen Schriftsprache und das Bildungsniveau der Esten (eine Übersetzung des Neuen Testaments in die nordestnische Sprache durch Eberhard und Heinrich Gutsleff erschien erst 1715).
1689 wurde die Verbreitung der Übersetzung aufgrund einer Verwechslung irrtümlich durch die schwedischen Behörden verboten, was aber der Verbreitung in der Praxis kaum Abbruch tat.
Andreas Virginius hat daneben Teile des Alten Testaments (u. a. 1. Buch Mose, Buch Hiob, Buch der Sprichwörter) ins Südestnische übersetzt, sowie gemeinsam mit Lorenz Moller († um 1690) und Marcus Schütz (1639–1707) den Großen Katechismus (1684) und das Gesangbuch Wastne Tarto Mah Keele Laulo Rahmat (1685).